# حزب الرايخ الألماني
حزب الرايخ الألماني ( حزب DRP، حزب الرايخ الألماني، الحزب الإمبراطوري الألماني أو حزب الإمبراطورية الألمانية ) حزبًا سياسيًا قوميًا في ألمانيا الغربية. تأسست في عام 1950 من حزب اليمين (بالألمانية: Deutsche Rechtspartei)‏ ( (بالألمانية: Deutsche Rechtspartei)‏، التي أنشئت في ولاية سكسونيا السفلى في عام 1946 وكان خمسة أعضاء في البوندستاغ الأول.

## تطوير
تحرك الحزب نحو النازية الجديدة الصريحة في عام 1952، عندما أعلن حزب الراي الاشتراكي (SRP) أنه معاد للدستور وحلته المحكمة الدستورية الفيدرالية في ألمانيا. الكثير من عضويتها ثم انضم إلى DRP.  كان ينظر إلى عضوية هانز أولريش رودل في عام 1953 على أنها تمثل الحزب كقوة جديدة للنازية الجديدة وكان يتمتع بعلاقات وثيقة مع التصوف سافيتري ديفي والنازية. 